# Дукнович, Иван

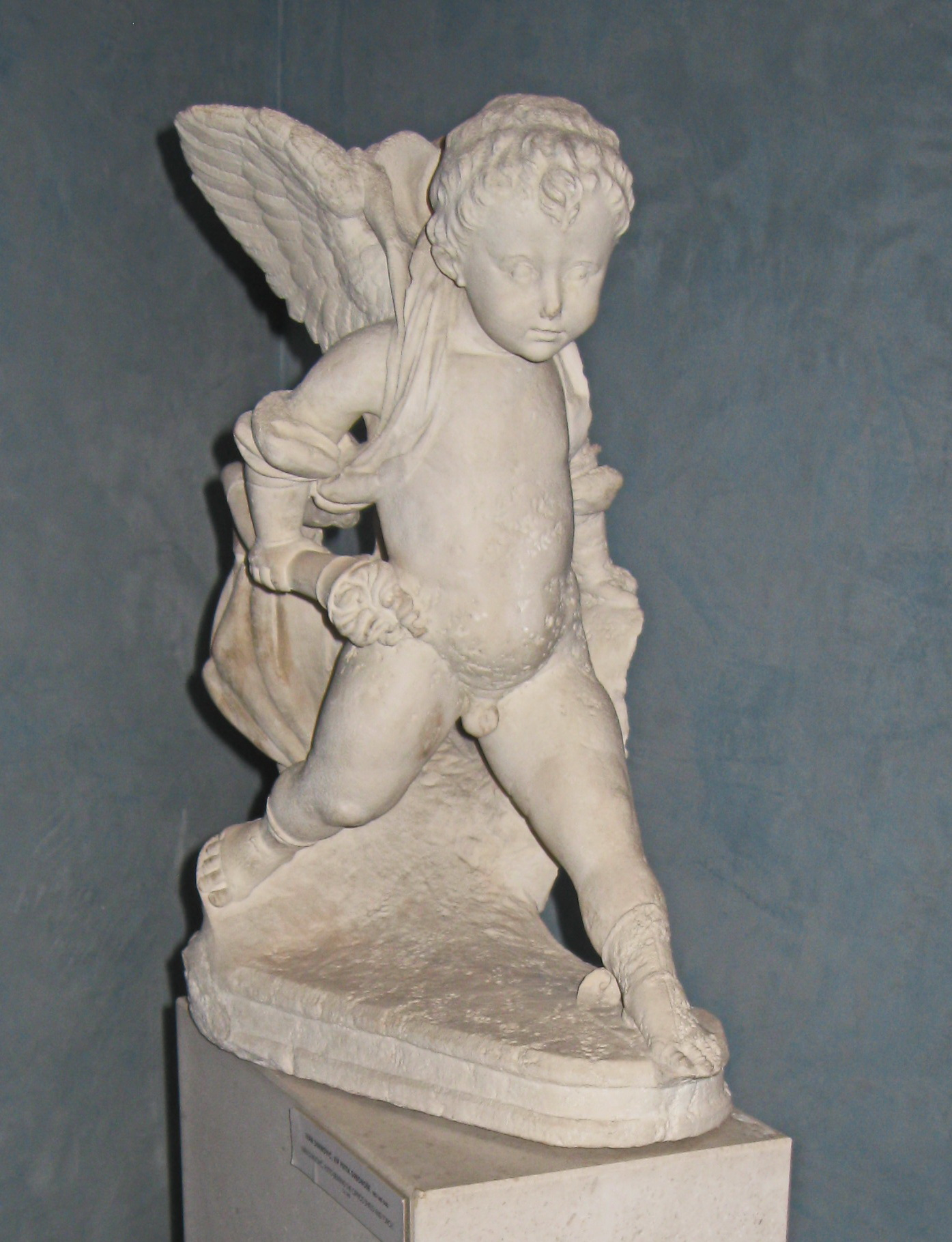
Иван Дукнович, Ангел-факельщик с гербом рода Чиппико, ок. 1480, Музей города Трогира

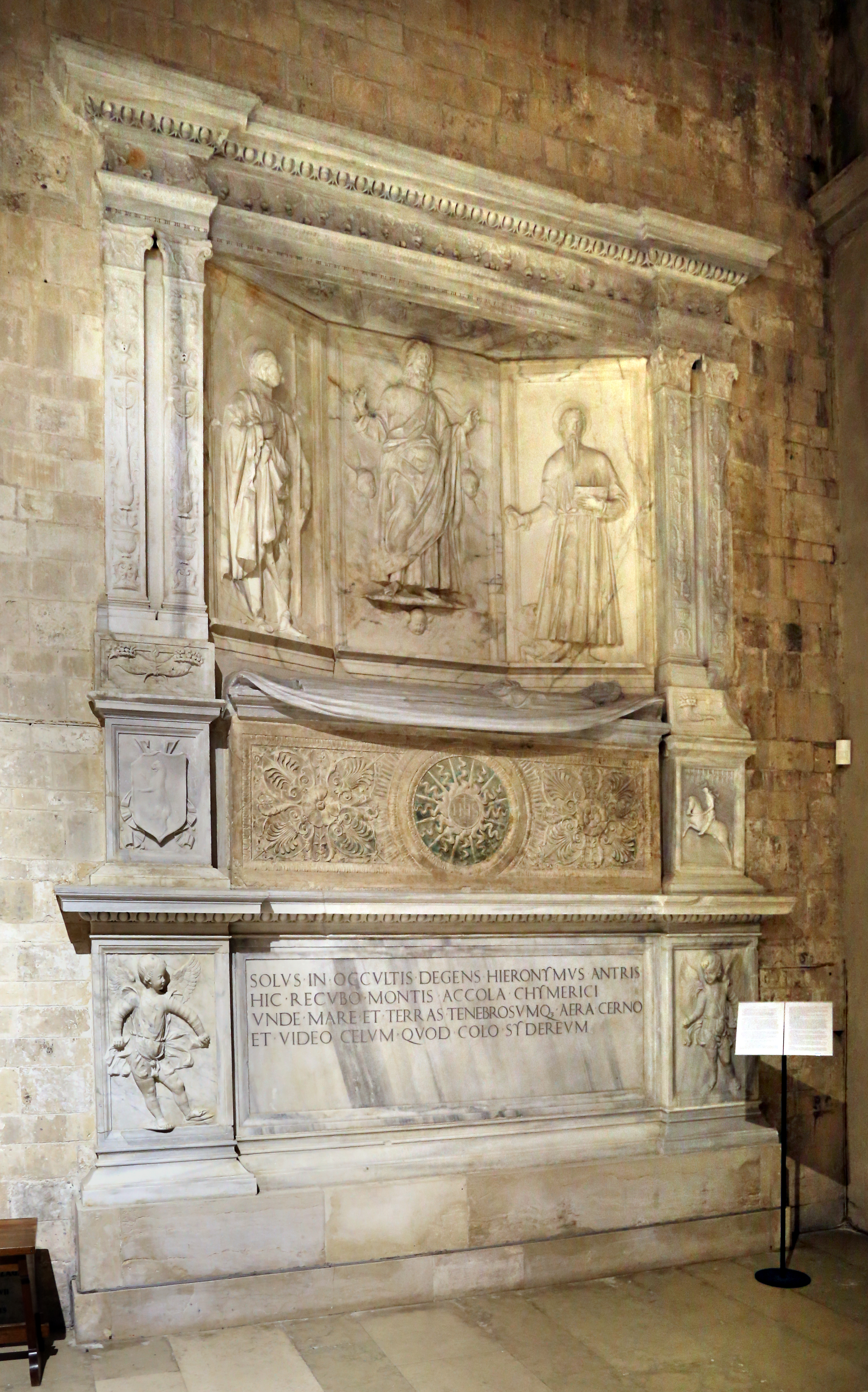
Надгробие Джинелли, Джироламо в Анконском соборе

Иван Дукнович (хорв. Ivan Duknović), в Италии известен как — Джованни Далмата (итал. Giovanni Dalmata; около 1440, Трогир, Далмация — около 1510, Трогир, Далмация?) — хорватский скульптор эпохи Возрождения. Учился, по-видимому, в Трогире, где на строительстве местного собора работал его отец. Позднее работал в Италии (Рим, Падуя, Венеция) и Венгрии.

## В Риме
В начале 1460-х годов Дукнович в Риме, где сотрудничает с мастерскими известных скульпторов итальянского кватроченто — Андреа Бреньо и Мино да Фьезоле. Работой, исполненной совместно с Бреньо, считается Надгробие кардинала Тебальди (2-я пол. 1460-х, Рим, церковь Санта Мария сопра Минерва).
Вместе с Мино да Фьезоле им создана гробница папы Павла II (1471—1473, прежде — Рим, старая базилика Св. Петра, ныне — Ватиканские гроты). Саркофаг с фигурой покойного — лишь часть, правда, центральная, обширной арочной системы, примыкающей к стене и украшенной рельефными сценами в люнете, цоколе и по сторонам. Раннее сооружение показывает начальный этап развития этой системы, более скромной в основополагающих частях. Зато гробница Павла II являет необычайное богатство пластического декора, включенного в архитектурную раму. В старых источниках говорится о принадлежности Дукновичу аллегорической фигуры Надежды в нижней части надгробия, исполненной в очень высоком рельефе. Современные исследователи приписывают ему и другие компоненты этой монументальной гробницы, в частности, рельеф Воскресение Христово, расположенный непосредственно за саркофагом. Надежда предстает в виде сидящей женской фигуры. Молитвенно сложенные руки и лицо с устремленным ввысь взором передают зрителю чувства упования и надежды. Скульптор по-разному обрабатывает поверхность мрамора, добиваясь контраста в передаче пластики тела и складок одежды.

## В Трогире
Ок. 1480 года мастер вернулся на родину. Этим временем датируется статуя Иоанна Евангелиста в капелле Ивана Урсини собора в Трогире. Непринужденность позы, композиционная свобода, с которой фигура вписана в пространство полукруглой ниши, совершенство пластической обработки материала свидетельствуют о зрелом этапе творчества скульптора. На базе статуи находится латинская надпись, удостоверяющая авторство Дукновича.
Другая его статуя в той же капелле — апостол Фома — исполнена в последние годы жизни мастера. Для неё характерна ясность и простота образного решения, хотя ей и присуща некоторая сухость пластической обработки.

## В Венгрии
В конце 1480 — начале 1490-х годов скульптор работает при дворе венгерского короля Матьяша Корвина, известного своими гуманистическими устремлениями и покровительством художникам. Далматинский мастер участвовал в скульптурном украшении королевского дворца в Буде и, по-видимому, летней резиденции в Вишеграде. Памятники архитектуры и скульптуры этой эпохи впоследствии сильно пострадали во время турецкого нашествия и дошли до нас во фрагментарном состоянии. Наиболее вероятным произведением Дукновича этой поры считается так называемая Диошдьёрская Мадонна (ок. 1490, Будапешт, Музей изобразительных искусств). Несмотря на значительные утраты, эта работа, исполненная в высоком рельефе, позволяет ощутить весомость и пластичность объёмов. Глубокие складки одежд усиливают контрасты светотени и придают скульптурному образу драматизм.